# منتخب كينيا لكأس فيد
منتخب كينيا لكأس فيد (بالإنجليزية: Kenya Fed Cup team)‏ هو ممثل كينيا الرسمي في كرة المضرب في كأس فيد
.